# Ганс-Йоахім фон Морштайн
Ганс-Йоахім фон Морштайн (нім. Hans-Joachim von Morstein; 1 серпня 1909, Карлсруе — 24 січня 1984) — німецький офіцер-підводник, капітан-лейтенант крігсмаріне. Кавалер Німецького хреста в золоті.

## Біографія
1 квітня 1928 року вступив на флот. В списках особового складу 1938 року не значиться і немає даних про його службу до 1941 року. У вересні-грудні 1941 року пройшов підготовку в навчальному дивізіоні в Роттердамі і в училищі корабельної артилерії в Кілі. З грудня 1941 року — 1-й вахтовий і артилерійський офіцер на канонерці K1. З квітня 1942 року — 1-й офіцер на мінному тральщику 12. В січні-серпні 1943 року пройшов курс підводника. В серпні-листопаді 1943 року — вахтовий офіцер в 11-й флотилії. З 22 грудня 1943 по 9 травня 1945 року — командир підводного човна U-483, на якому здійснив 2 походи (разом 98 днів у морі). 1 листопада 1944 року невиправно пошкодив британський фрегат «Вітакер» водотоннажністю 1300 тонн; 92 члени екіпажу загинули.

## Звання
- Кандидат в офіцери (1 квітня 1928)
- Морський кадет (11 жовтня 1928)
- Фенріх-цур-зее (1 січня 1930)
- Оберфенріх-цур-зее (1 квітня 1932)
- Лейтенант-цур-зее (1 жовтня 1932)
- Оберлейтенант-цур-зее (1 червня 1935)
- Капітан-лейтенант до розпорядження (1 грудня 1941)

## Нагороди
- Медаль «За вислугу років у Вермахті» 4-го класу (4 роки)
- Залізний хрест 2-го і 1-го класу
- Нагрудний знак підводника
- Німецький хрест в золоті (15 грудня 1944)